# História da Guiana Francesa

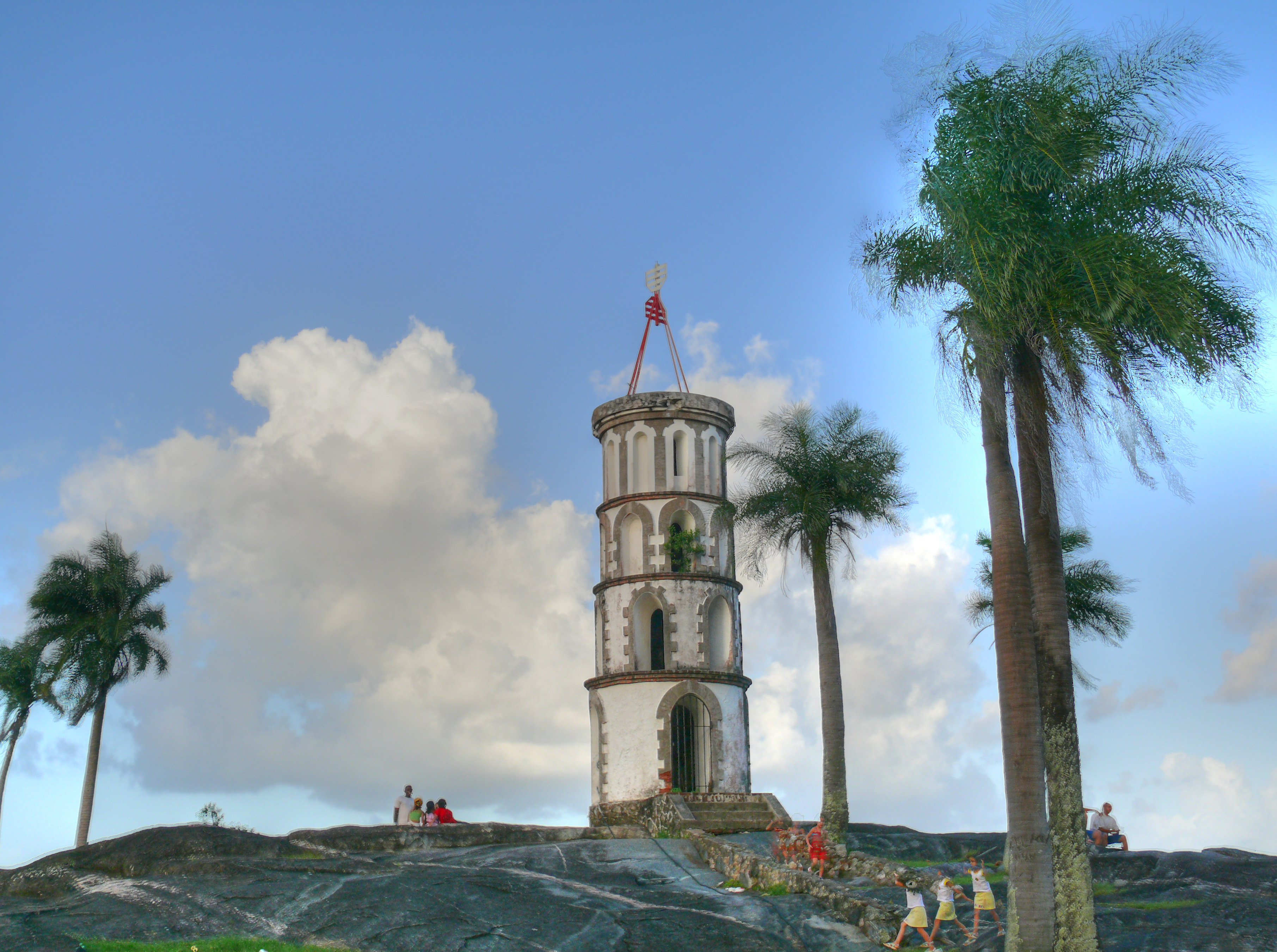
A Torre Dreyfus, construção histórica em Kourou, na Guiana Francesa.

A História da Guiana Francesa segue uma risca de  sucessivas  ocupações e disputas, o território nunca obteve uma soberania de fato. A Guiana Francesa foi originalmente ocupada por índios da nação aruaque e o primeiro europeu a atingir seu território teria sido o navegador espanhol Vicente Yáñez Pinzón. Depois a região foi explorada por ingleses, holandeses, espanhóis e portugueses, até ser oficialmente reivindicada para a França por Daniel de La Touche, o mesmo fundador de São Luís do Maranhão. Entre 1809 e 1817, foi ocupada por tropas luso-brasileiras e manteve um litígio territorial com o Brasil só resolvido em 1900. Atualmente, é uma região da França em igualdade com as demais, sendo o único território da União Europeia na América do Sul continental.

## Ocupação indígena

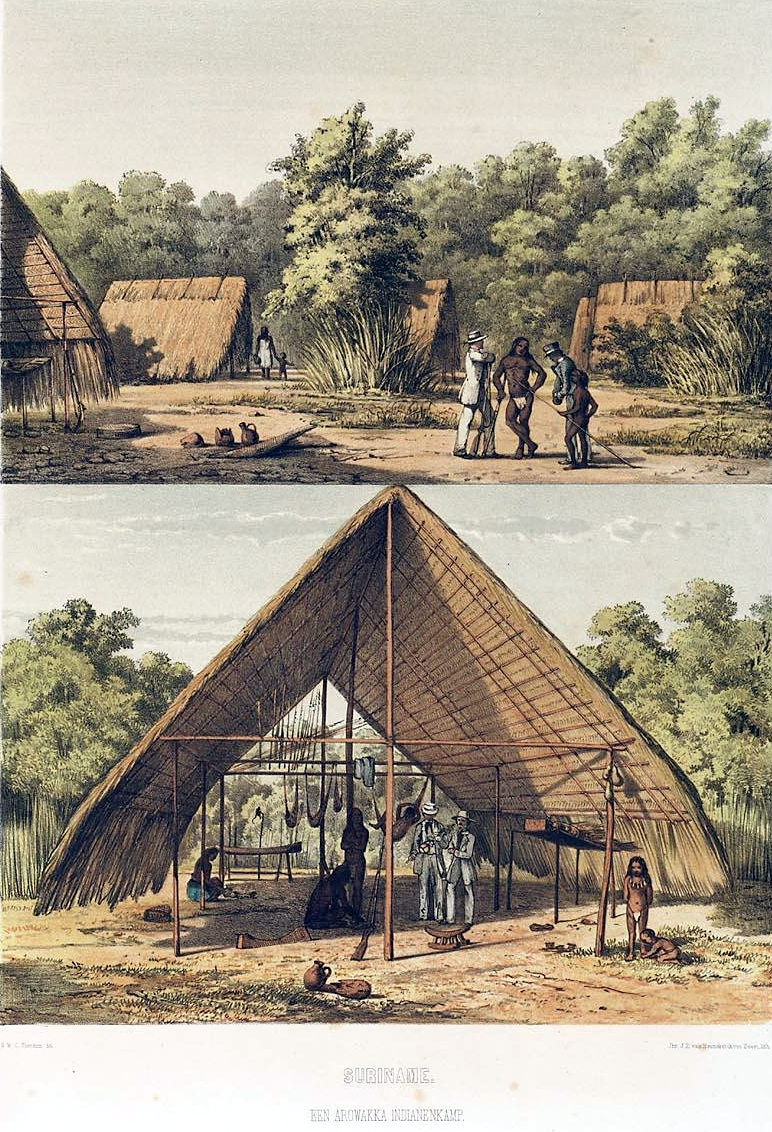
Aldeia aruaque, nação indígena nativa da Guiana Francesa.

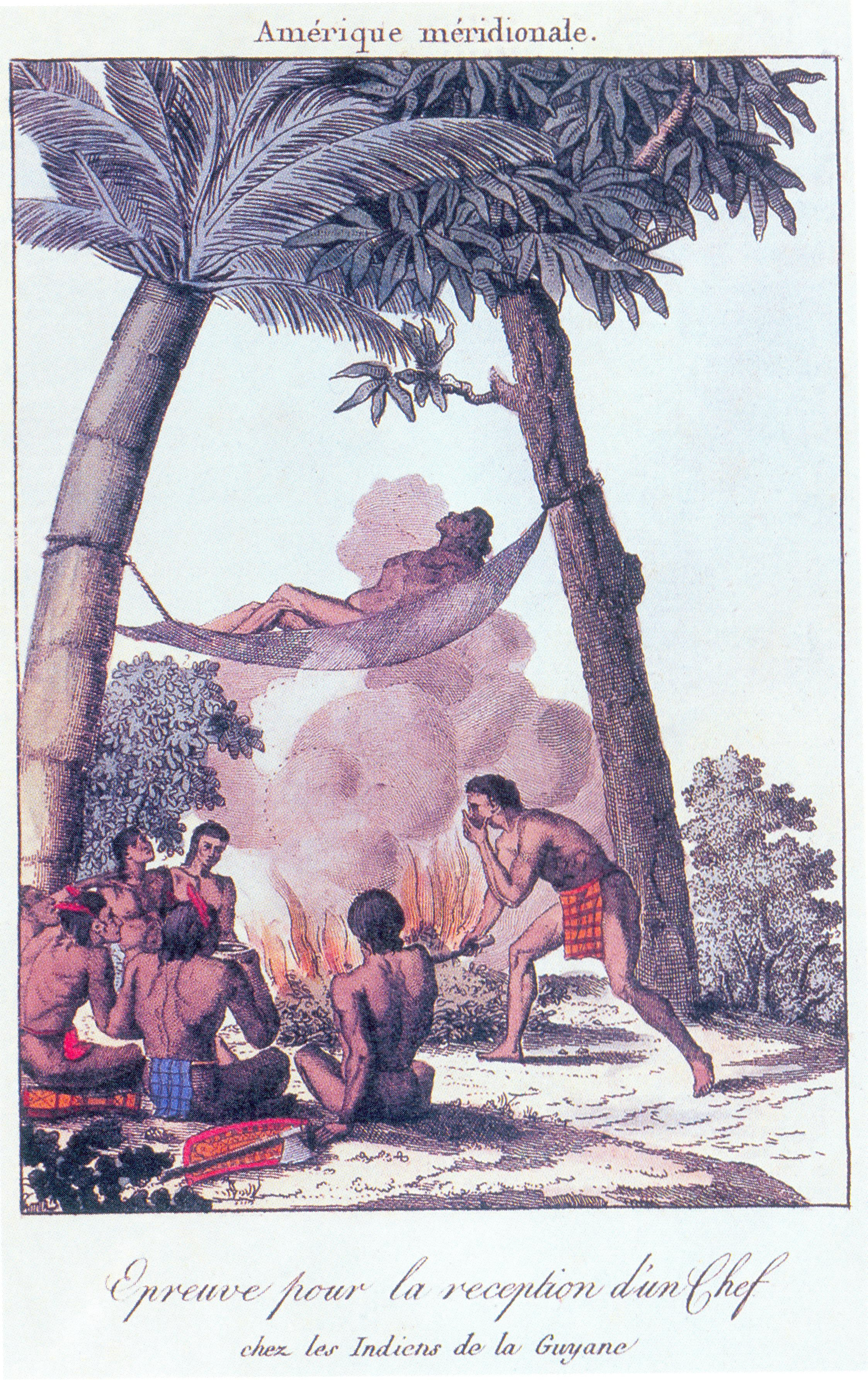
Ritual de probação de cacique galina.

Até o século VI a.C., aparecem os primeiros traços de ocupação por ameríndios: cerâmica, gravuras rupestres, ferramentas, etc. Estes povos seriam os ancestrais dos atuais emerillons e guaiampis, falantes de tupi.
Mais de dezenas de nações ameríndias constituíram conjuntamente ou sucessivamente a população nativa da Guiana Francesa e do atual estado brasileiro do Amapá ao longo de 400 anos. Ao final do século III, vindos do oeste e do sul, os índios aruaques e palicures, estes últimos provavelmente originários da Amazônia, chegam ao litoral e perseguem os primeiros habitantes. Os invasores falavam línguas da família linguística aruaque. Já no final do século VIII, os índios caraíbas, as tribos kaliñas (ou galibi) e os wayanas ocupam todo o entorno do litoral e do leste da atual Guiana. Estes são falantes das línguas carib.
Atualmente, a maioria da população da Guiana Francesa é de origem indígena. Na foz do Oiapoque, vivem as tribos dos palicur, guaiampi e galibi, entre outras. Por esse motivo, a região também é inicialmente batizada de Palicúria
Indícios arqueológicos e históricos fazem pensar que, no século XVI, uma parte dos subgrupos que viriam a ser os guaiana, vivia ao norte da Amazônia. Mais recentemente, no início do século XVIII, avançando progressivamente para o leste e o Jari, eles parecem ter absorvido povos de caçadores-recoletores (os Upurui e Opagwana da Serra do Tumucumaque). Os guaiampi são citados pelos portugueses ainda no século XVII como ocupantes da bacia do rio Xingu, ao sul do Amazonas, que parecem ter franqueado em ondas sucessivas depois de 1720, quando se inicia o ciclo da mineração no interior do Brasil.

## Exploração e colonização (1809)

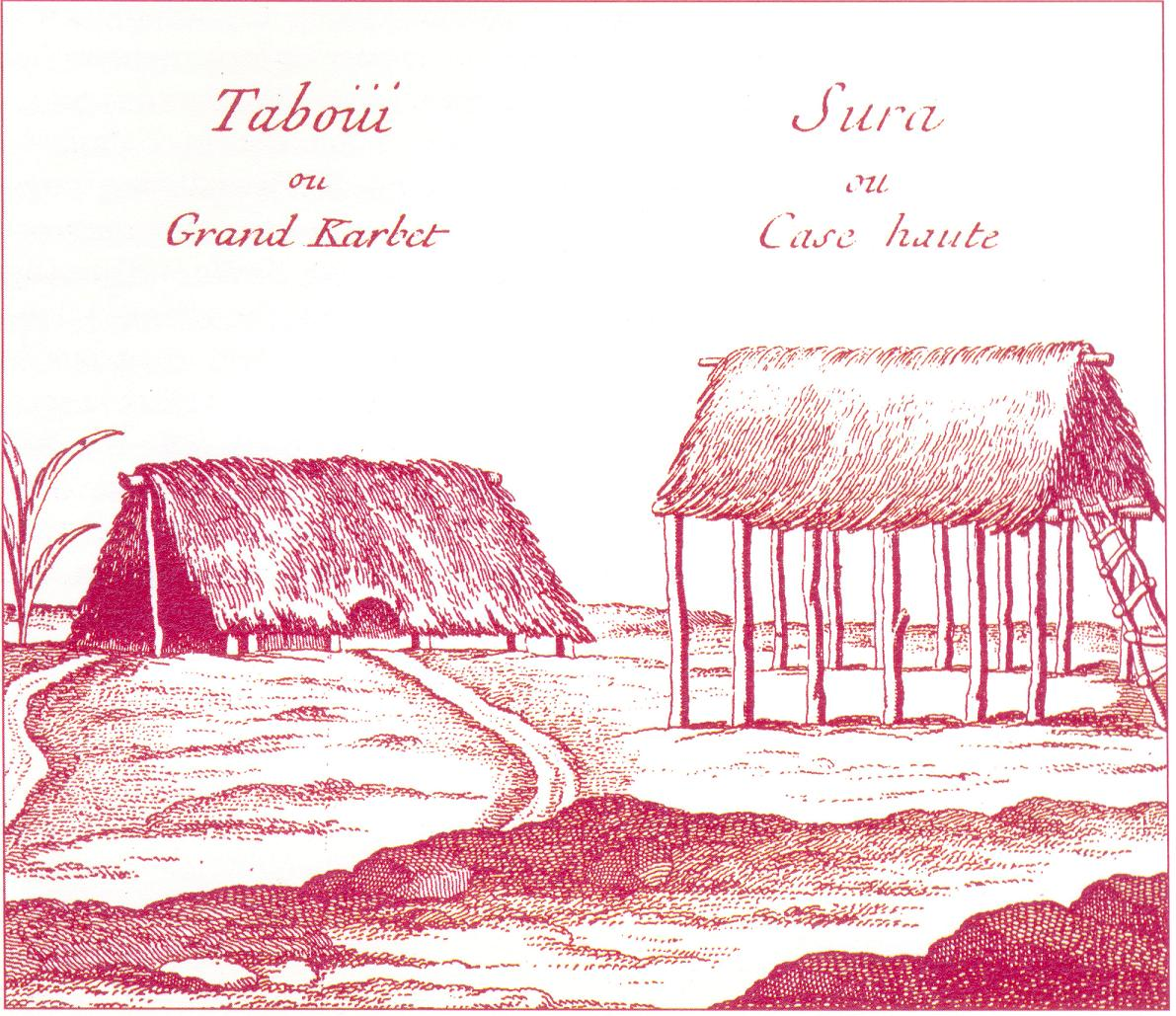
Moradias da tribo galina.

No século XVIII, duas nações ameríndias remontam para o norte, já que os europeus, invasores de além-mar, chegavam para colonizar a América do Sul com armas e micróbios até então desconhecidos pelos ecossistemas do continente. Inicia-se assim a colonização.
Em 5 de agosto de 1498, durante sua terceira viagem, Cristóvão Colombo atinge pela primeira vez a costa das Guianas. As populações indígenas ocupam o litoral e são estimadas em cerca de 30.000 pessoas na Guiana Francesa. Já no século seguinte, o número cairá para 25.000.
Em 1499 e 1500, a primeira exploração do território da Guiana é feita pelo espanhol Vicente Yáñez Pinzón, que explorou as costas do Planalto das Guianas entre os deltas do Amazonas e do Orinoco.
O Tratado de Tordesilhas, assinado em 1494 para delimitar os territórios da Espanha e de Portugal no novo mundo, não tinha ainda conhecimento das Guianas. Assim, já em 1503, um primeiro grupo de colonos franceses se instala na Ilha de Caiena durante alguns anos.
De 1604 a 1652, são feitas várias tentativas de colonização pelos franceses. Em 1604, uma primeira expedição foi dirigida pelo capitão Daniel de La Touche, Senhor de la Rivardière. Em 1624, o rei Luís XIII de França ordenou a instalação dos primeiros colonos, originários da Normandia. Em 1626, o Cardeal de Richelieu autorizou a colonização da Guiana. Em 1630, uma nova colônia foi instalada nos rios Sinnamary sob as ordens de Constant d'Aubigné, filho de Agrippa d'Aubigné e pai da futura Marquesa de Maintenon, esposa morganática do rei Luís XIV.
Em 1638, Richelieu confiou ao capitão Bontemps a tarefa de colonizar os territórios da Guiana Francesa com 1.200 franceses. Em 1643, o francês Charles Poncet de Brétigny, reuniu-se aos primeiros colonos, à frente de um grupo de 400 novos colonos da Companhia de Rouen. Ele adquiriu aos índios Galibi, uma colina na embocadura do rio Caiena e a ela deu o nome de "Monte Cépérou" do nome do chefe indígena. Brétigny fez construir uma pequena vila fortificada, que foi o embrião da atual cidade de Caiena. Contudo, autoproclamou-se soberano da Guiana e recorreu a perseguições e humilhações contra os indígenas, que acabaram por se revoltar. Trezentos e setenta anos mais tarde, já não restam mais do que vinte e cinco mil colonos franceses.
Em 1652, uma nova expedição foi organizada com 650 colonos. Entretanto, mal preparados, foram rapidamente dizimados pelos indígenas e pelas febres tropicais. Os sobreviventes retiraram-se para as possessões holandesas (atual Suriname).
Em 1656, colonos judeus neerlandeses (chamados "marranos") chegaram a Caiena e construíram a primeira usina de açúcar, importando os primeiros escravos africanos, condição "sine qua non" para o desenvolvimento do território. Em 1662, os franceses retornaram com cerca de 800 recrutas, a "Companhia dos Doze Senhores", mas em 1663 os holandeses, encontrando luta livre o local, ali se reinstalaram.
A partir de 1664, a Guiana se tornou de novo colônia francesa e os franceses continuaram a política escravagista que se desenvolve a partir de 1669, sobretudo impulsionada por Jean-Baptiste Colbert com o "Código Negro" ("Code noir") de 1685, que organizou o sistema escravagista indicando os deveres dos senhores e dos escravos, e retirando dos escravos qualquer identidade. Depois do batismo obrigatório, o africano escravo mudava de nome, abandonava as suas roupas e a sua língua, era marcado com ferro em brasa e destinado ao trabalho servil. A colônia se desenvolveu com a exportação do indigo, do algodão, da cana de açúcar, do café, da baunilha, especiarias e madeiras exóticas. As rivalidades franco-inglesas fizeram com que a Guiana passasse ao controle da Inglaterra, que, após ter assumido o território, transferiu-o aos Países Baixos pelo Tratado de Breda (1667). O Almirante francês d'Estrées reconquistou o território para a França. A partir de 1670, o ministro francês Colbert lançou a sua grande política de desenvolvimento agrícola. Os jesuítas, conselheiros do governador, iniciaram enormes plantações de cana-de-açúcar onde também eram cultivados o algodão, o indigo, o cacau, o café, a baunilha e outras especiarias. Graças ao comércio abundante dos escravos da África, foi possível iniciar manufaturas de papel e de tijolos assim como explorar as meninas, empreendimentos baseadas na mão de obra compulsória.
No final do século XVII, exploradores franceses originários da Guinara alcançaram o vale do rio Araguari, iniciando-se disputas territoriais com a Coroa Portuguesa.

## Século XVIII

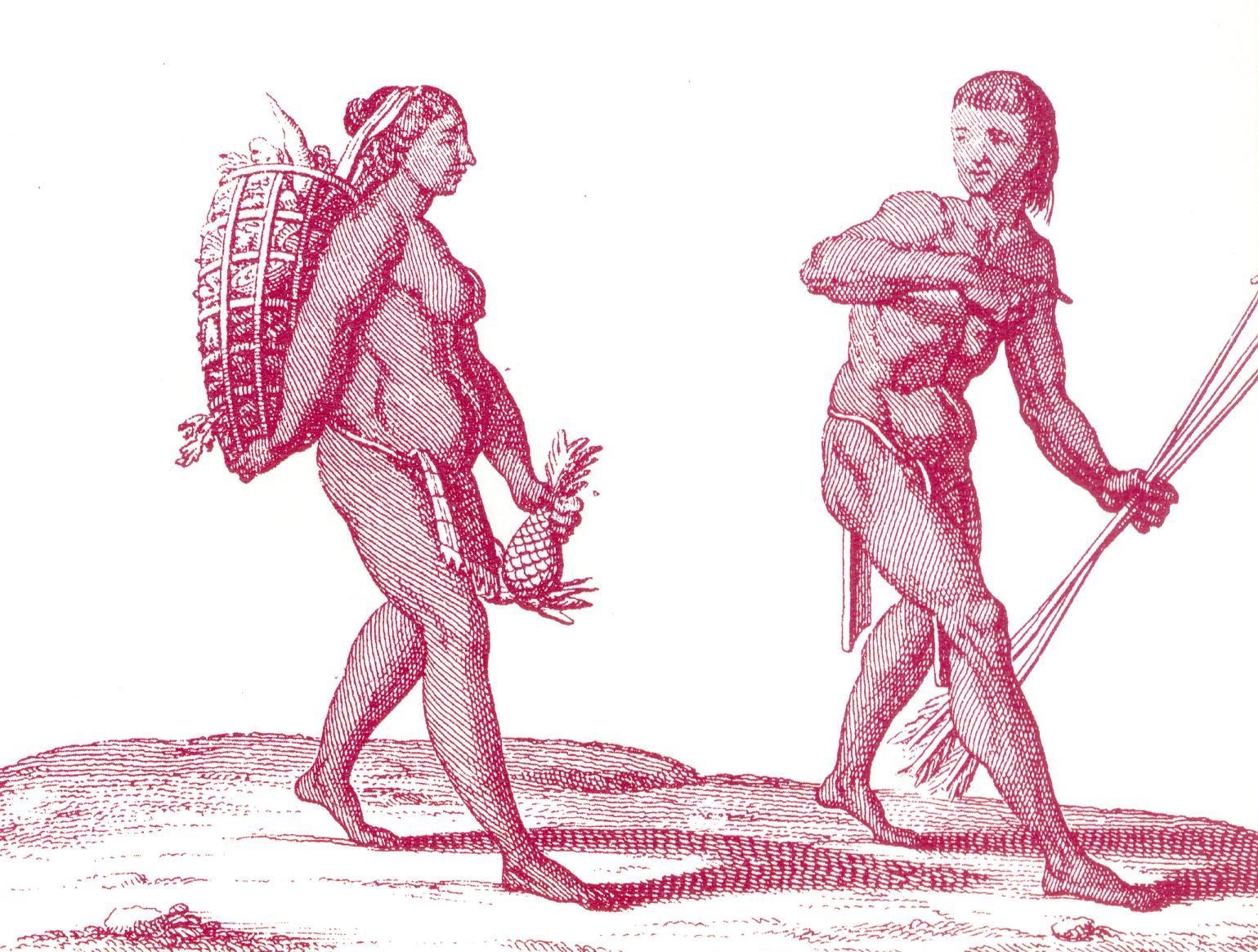
Caçadores galina em 1743.

Em 1713, o Tratado de Utrecht considera o rio Maroni como fronteira oeste da Guiana Francesa. Por esse tratado, o rei Luís XIV abandona totalmente a bacia do Amazonas aos portugueses, mas a dificuldade para fixar as fronteiras geográficas na Amazônia ainda seria a fonte de disputas nos dois séculos seguintes, com ambos os lados incessantemente pesquisando a extensão do respectivo território, com a instalação de postos militares, de missões religiosas e de entrepostos comerciais.
Até 1750, vários ameríndios se instalam no território.
Em 1762, os jesuítas são expulsos da Guiana Francesa sob ordens de Luís XV. A expulsão dos jesuítas precede a implantação na Guiana pela vontade do ministro francês Choiseul de uma nova colônia de povoamento. Milhares de pessoas são enviadas da França para acelerar de maneira decisiva a colonização das terras. Esta política voluntarista falha porque ninguém estava preparado para as acolher.
Em 1764, depois de uma campanha de propaganda conduzida sobretudo na Alsácia e Lorena, 15 mil franceses (dos quais 12.000 alsacianos e lorenos) desembarcam em 1764 em Kourou em plena estação chuvosa, nos pântanos. Morreram 12 mil em um ano de disenteria, febre amarela, sífilis e por causa dos mosquitos (paludismo). A expedição, conduzida por Choiseul, foi um fracasso . Finalmente, por volta de sessenta sobreviventes se refugiam nas Ilhas do Salut antes de retornarem à França. Logo depois do grave insucesso, um novo governador foi nomeado, desta vez o competente Pierre Malouet, ajudado pelo engenheiro Joseph Guisan, suíço, que vão reformar a agricultura e aperfeiçoar as terras agrícolas. O território vai conhecer prosperidade até a Revolução Francesa. A partir de 1792, a revolução faz de Caiena um lugar de deportação para os sacerdotes refratários e os inimigos políticos. A primeira colônia penal, em Sinnamary nasceu em 1805. O território se torna local para deportar os adversários políticos dos diversos regimes que se sucederão na França.
Em 1794, a república francesa abole a escravidão.

## Século XIX

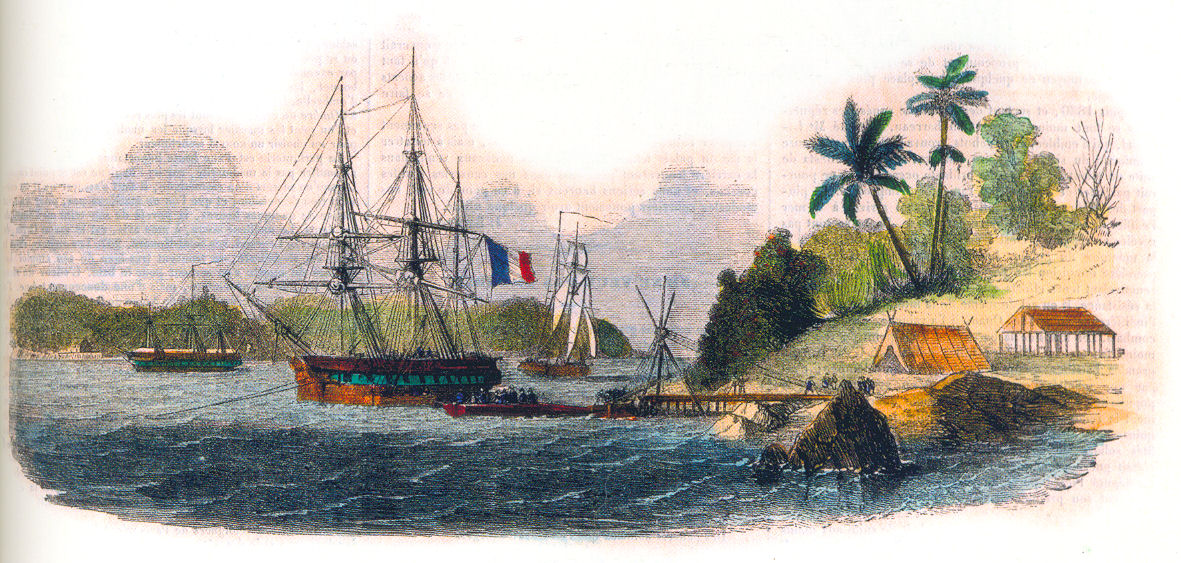
Ancoradouro das Ilhas du Salut, início do século XIX.

Em 1804, Napoleão Bonaparte pressionado pelos grandes proprietários, restabeleceu a escravidão. Uma parte da população negra recusa tal estado e foge para a floresta, privando assim de mão de obra a economia da Guiana, afetada pelas dificuldades na França. Tais pessoas tomam nome de, em francês, de nègres marrons e se instalam nas margens de um rio que tomará o nome de Maroni.

### Ocupação portuguesa (1809-1817)
Em 1808, com a invasão de Portugal pelas tropas de Napoleão Bonaparte, a família real portuguesa (a Rainha Maria I e sua corte) se muda para o Brasil, transferindo a sede da monarquia lusa para o Rio de Janeiro. Depois da derrota francesa em Trafalgar, em 1809 forças luso-brasileiras chegam do Brasil e, apoiadas pela Grã-Bretanha, ocuparam a Guiana, em represália à invasão de Portugal, depondo o governador francês Victor Hughes. A ocupação, que não perturbou a vida diária dos habitantes, durou até 1814, quando os portugueses se retiraram, depois do Tratado de Viena. O Jardim Botânico do Rio de Janeiro recebeu, nesse período, numerosas espécies de plantas da Guiana Francesa.

### Depois de 1817

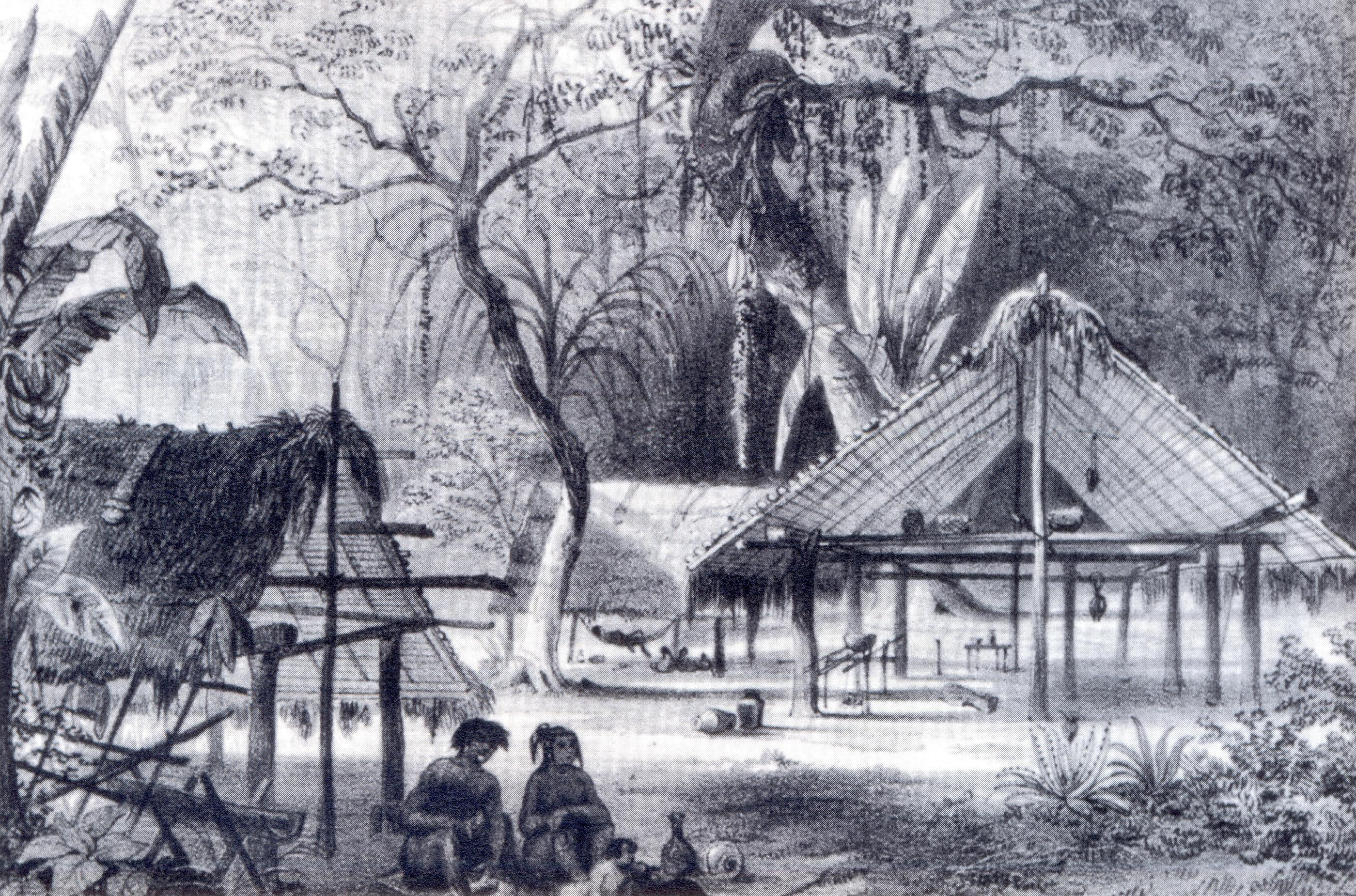
Aldeia na Guiana Francesa em 1839.

Depois do fim das guerras napoleônicas, a Guiana conheceu um período muito próspero, graças à escravidão e ao plano de desenvolvimento de Joseph Guisan. A partir de 1828, as irmãs de Saint-Joseph de Cluny, impulsionadas pela madre Anne-Marie Javouhey, compram escravos para os libertar e dar-lhes trabalho na região de Mana. O deputado republicano francês pela Martinica e Guadalupe Victor Schoelcher as  apoia e desenvolve uma ação política que terminará no decreto de 27 de abril de 1848 confirmado pela Constituição de 4 de novembro de 1848 que determina a abolição definitiva da escravidão. A lei nova, aplicável sobre todo o território francês, determina que o princípio da libertação implica que todo escravo sobre solo francês é declarado livre, o que provocará a fuga em massa de escravos colocados nos grandes estabelecimentos brasileiros, cujos senhores reagem violentamente e em maio de 1851 violam, em Mapa, o território para recuperar 200 escravos fugidos, o que provoca o problema delicado dos limites entre os territórios brasileiros, franceses e holandeses.
Com a revolta da Cabanagem no Grão-Pará, em 1835, a França autorizou o deslocamento de tropas da Guiana Francesa para o Amapá, a fim de preventivamente conter uma expansão da revolta.

### Colônia penal

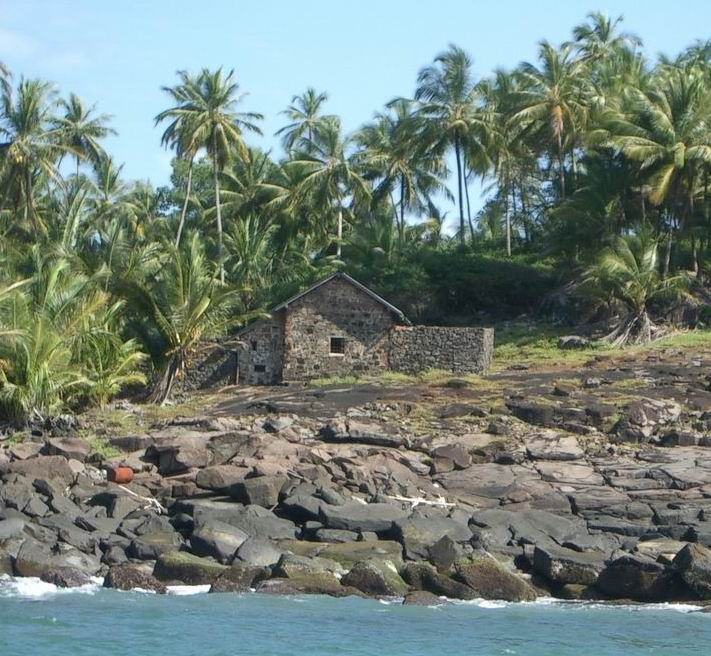
Casa onde viveu Alfred Dreyfus.

Enquanto isso, com o fim da escravidão, o que representa quase 13 mil pessoas sobre os 19 mil habitantes da Guiana, parte toda a mão de obra servil das propriedades e a economia da Guiana entrou em colapso. O imperador Napoleão III decide em 1852 fazer deportação de forçados para a Guiana. De início, são enviados para os locais mais afastados e insalubres, mas as perdas são enormes. Paralelamente, são recrutados por contrato coolies das Índias e da China, a partir de 1853.
Em 1854, foram construídos os famosos presídios de Caiena, da ilha do Diabo e de Saint-Laurent-du-Maroni (1858). A comuna de Saint-Laurent-du-Maroni se torna o centro administrativo do sistema penal ao qual serão remetidos quase 90 mil homens e duas mil mulheres, dos quais mais de 1/3 morrerá na Guiana. Corrupção e desigualdade social se tornam em bases da organização social penitenciária. Entre os prisioneiros célebres que por aí passaram estão Alfred Dreyfus e Louise Michel. O livro Papillon, de Henri Charrièrre, mais tarde transformado em filme, retratou o cotidiano dos condenados e o tratamento brutal.

### Corrida do ouro e disputas (1855-1895)

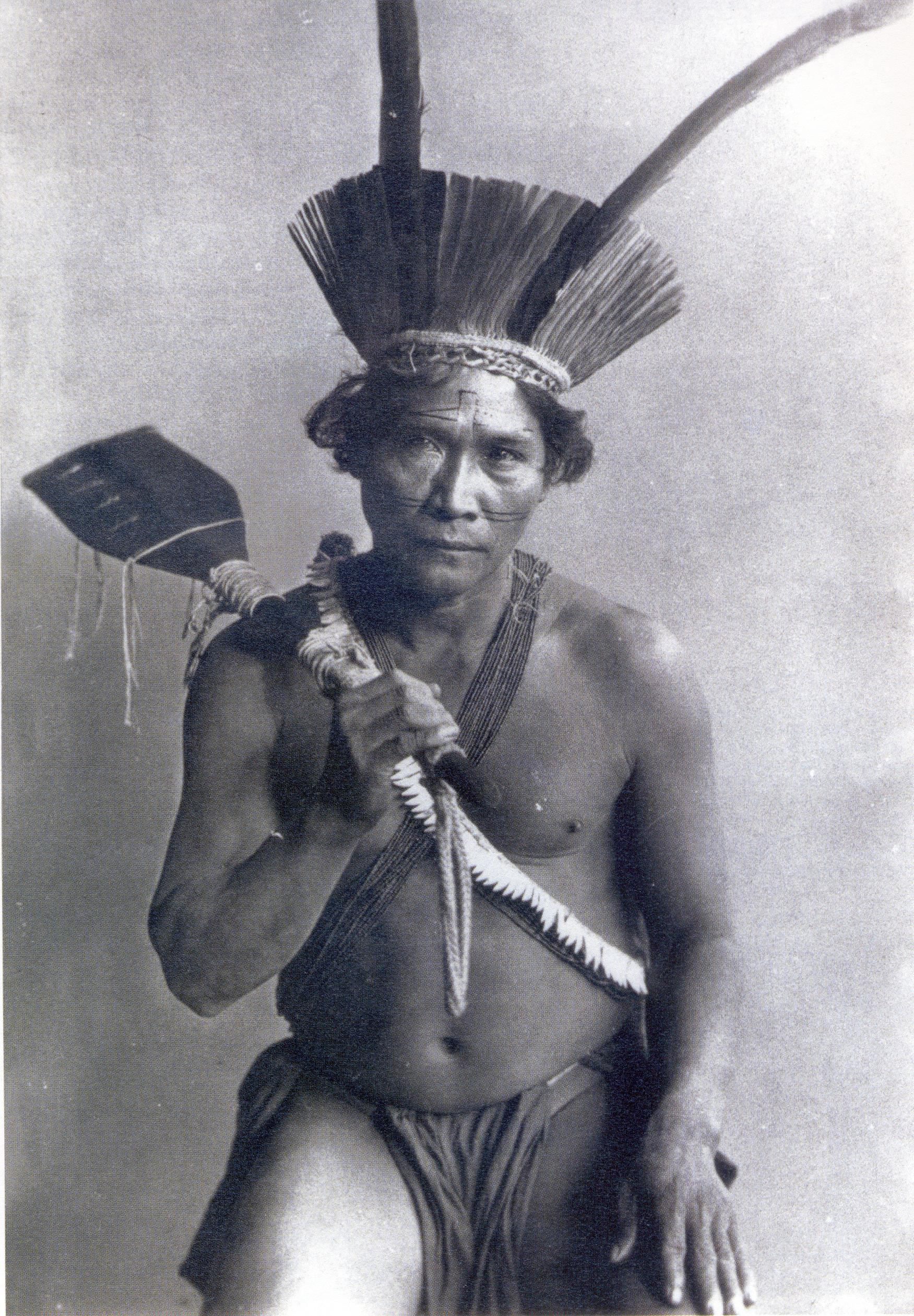
Índio da tribo galina em 1892.

Segundo diz o Coronel Manoel Soriano Neto, militar brasileiro, no artigo "Amazônia - O Grande Desafio", no século XIX a região chegou a atrair interesses estratégicos dos EUA e teria quase chegado ao ponto da presença direta estadunidenses na região:
Em 1861, Napoleão III, da França, propôs aos EUA, a venda da Guiana Francesa (incluindo o Amapá) por 8 milhões de dólares, transação recusada por aquele país, em face da Guerra da Secessão, que preferiu a negociação do Alasca, comprado da Rússia em 1867."
Em 1855, foi descoberto por Félix Couy o primeiro veio aurífero sobre um afluente do Aperuaque. Toneladas de ouro são extraídas do rio Inini, um afluente do Alto-Maroni, no sudoeste do território. É o começo de uma corrida do ouro que, a rigor, durará até a Segunda Guerra Mundial e atrai imigrantes provenientes essencialmente das Antilhas. Um banco de empréstimo se cria, que atrai outros investidores, pois a demanda se faz sentir cada vez mais fortemente. A partir de 1873 porém, partem, pois a França conhecerá uma grande depressão até 1892.
Em 1860, consagrou-se a liberdade de navegação pelo rio Maroni.
A partir de 1861, a França e a Holanda contestam entre si o território rico de ouro do vale superior do rio Maroni. Os Franceses estimam que o curso d'água formador é o Tapanahoni, enquanto o holandeses sustentam que é o Lawa. Em 1891, a contestação é arbitrada pelo czar da Rússia Nicolau II em favor da Holanda e a França perde uma área de 25.000 km², rica em minério de ouro.
No final do século chegam para se instalar na Guiana libaneses e chineses de Formosa, de Cingapura e da própria China.

### Disputa territorial franco-brasileira (1895-1900)

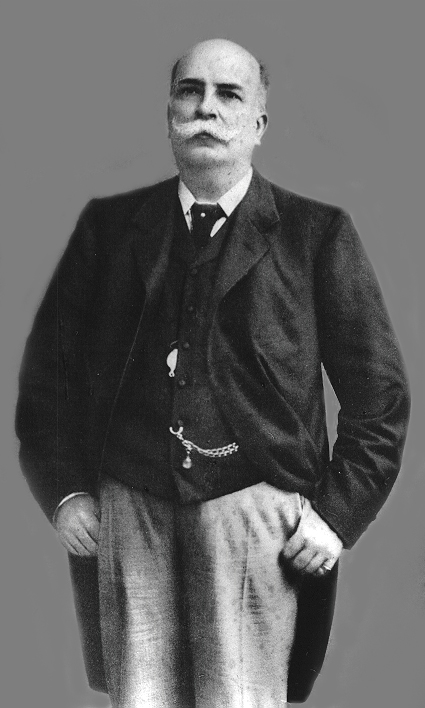
O Barão do Rio Branco, que defendeu o lado brasileiro no contestado sobre o Amapá com a França.

Em 1895, o governo de Caiena decidiu retaliar uma incursão de brasileiros em território francês com um ataque naval ao Amapá. Os grupos rivais resolveram proclamar a independência da área, na tentativa de ganhar apoio e legitimidade para suas reivindicações: mineradores e fazendeiros brasileiros constituíram a República de Cunani e colonos franceses a República da Guiana Independente, aliada a interesses franceses. Nenhum dos dois estados alcançou a soberania, mas serviram para chamar a atenção internacional para a disputa.
Em 1 de dezembro de 1900, o julgamento arbitral internacional definitivo do Conselho Federal Suíço fixou a fronteira franco-brasileira ao longo do rio Oiapoque e, no interior, pela cumeeira da serra de Tumucumaque, hoje Parque Nacional. Perdia a causa a França, dava-se ganho de causa ao Brasil. A Guiana francesa perdeu um território de 260.000 km². A França considerava que o rio "Japoc" descoberto pelo navegador Vicente Yáñez Pinzón em 1499 não correspondia ao rio Oiapoque mas ao rio Araguari, mais ao sul, pelos fenômenos de subsidência e acumulação de sedimentos que modificaram o desenho do litoral entre o rio Amazonas e o rio Oiapoque desde o século XVII. Mas os brasileiros, pela ação do barão do Rio Branco, mais bem preparados, ou segundo os franceses apoiando-se em fortes interesses políticos e diplomáticos, terminaram por impor sua opinião, dando fim a séculos de disputas.

## Século XX
No início do século, a corrida do ouro fez dizimar a população ameríndia, sobrando apenas 1.500 índios. Depois da erupção da Montanha Careca em 8 de maio de 1902 na Martinica, numerosos habitantes da ilha refugiam-se na Guiana. A partir de 1902, França e Holanda contestam de novo o território do vale superior do rio Lawa. Os franceses estimam que o rio formador é o Litani, os Holandeses sustentam ser o Maruini. Em 1935, chega-se a acordo, com benefício dos franceses que recuperam zona de 6 000 km², rica em ouro. Entre 1910 et 1930, é o auge de nova corrida ao ouro, com mais de 10 mil garimpeiros dizimando a floresta. O comércio local cresce mas se arruinam as grandes propriedades.

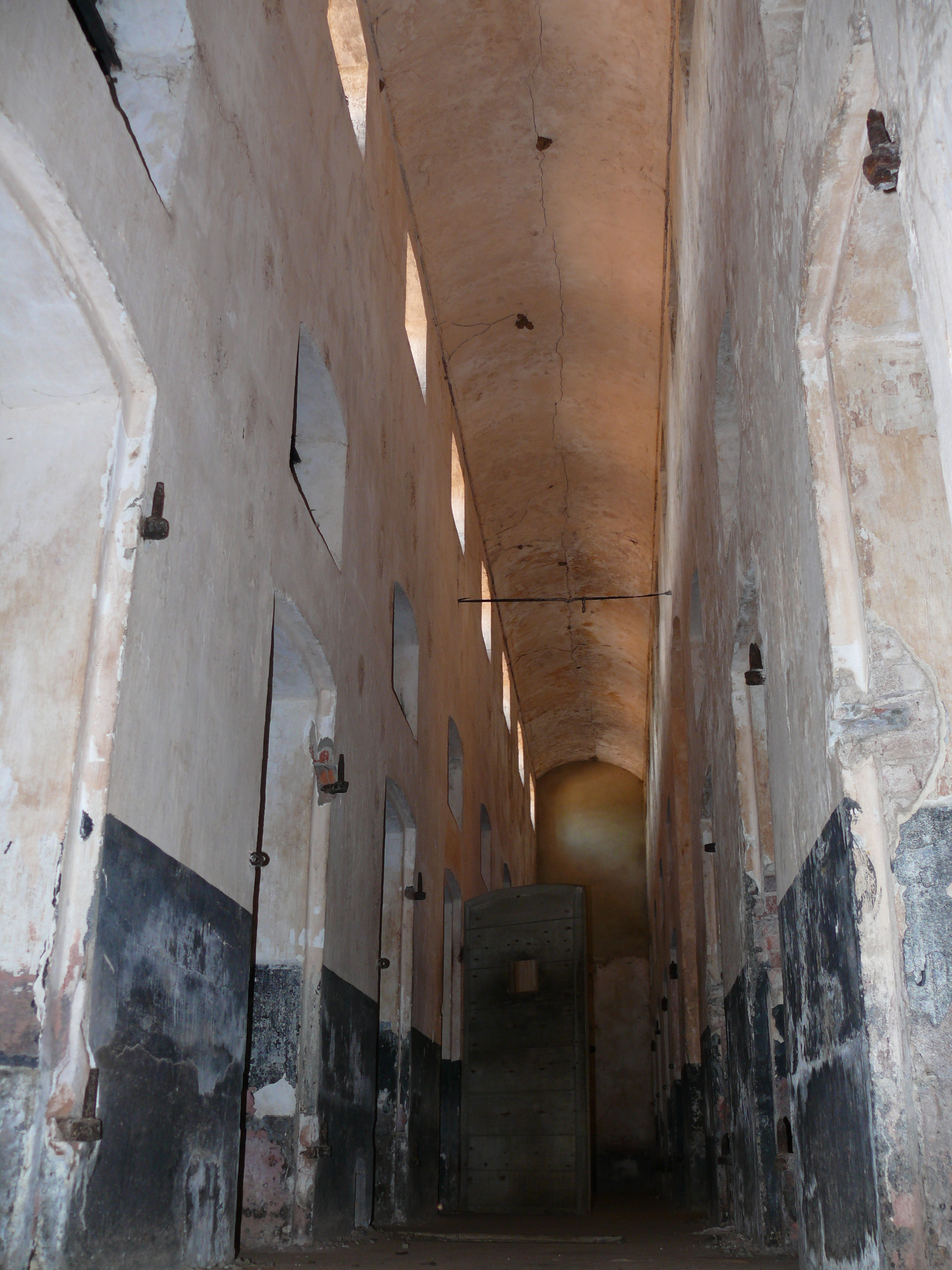
Corredor do presídio da Ilha Royale.

Em 1923, depois da visita do jornalista Albert Londres, que na metrópole se faz a voz das reclamações dos prisioneiros, segue-se sua vasta campanha diante da opinião pública  com ajuda do deputado pela Guiana Gaston Monnerville e numerosos outros jornalistas. Resulta em 1938 o término do aprisionamento ali, proibindo os novos transportes, abolindo-se no direito penal francês a pena de trabalhos forçados. No total, 90 mil prisioneiros foram deportados para a Guiana.
O fechamento definitivo só se daria depois da Segunda Guerra Mundial, em 1946. Todas as colônias penais, inclusive a da Ilha do Diabo, foram fechadas em 1951. Só os prisioneiros libertados que pudessem arcar com a tarifa para sua passagem de volta à França puderam voltar. Assim, numerosos presos libertados levavam uma existência sem objetivo na colônia. As últimas repatriações se deram em 1953 pois o último forçado embarcou naquele ano em 1º de abril. Os presos no pavilhão dos loucos foram entretanto mantidos em um edifício de concreto mal ventilado com teto de zinco, em condições térmicas sufocantes, até morrerem. O fechamento da prisão prejudicou outra vez a economia da colônia, provocando despovoamento.
Em 1938, uma comissão franco-holando-brasileira determinou o ponto de junção das três fronteiras francesa, surinamesa e brasileira.
Em 1940, a Guiana se declarou a favor do marechal Pétain e não se uniu às Forças francesas livres senão em março de 1943. Nos presídios, os presos morriam de fome ou doenças. O estado sanitário era deplorável.

### Modernização e autonomia (1943-2000)

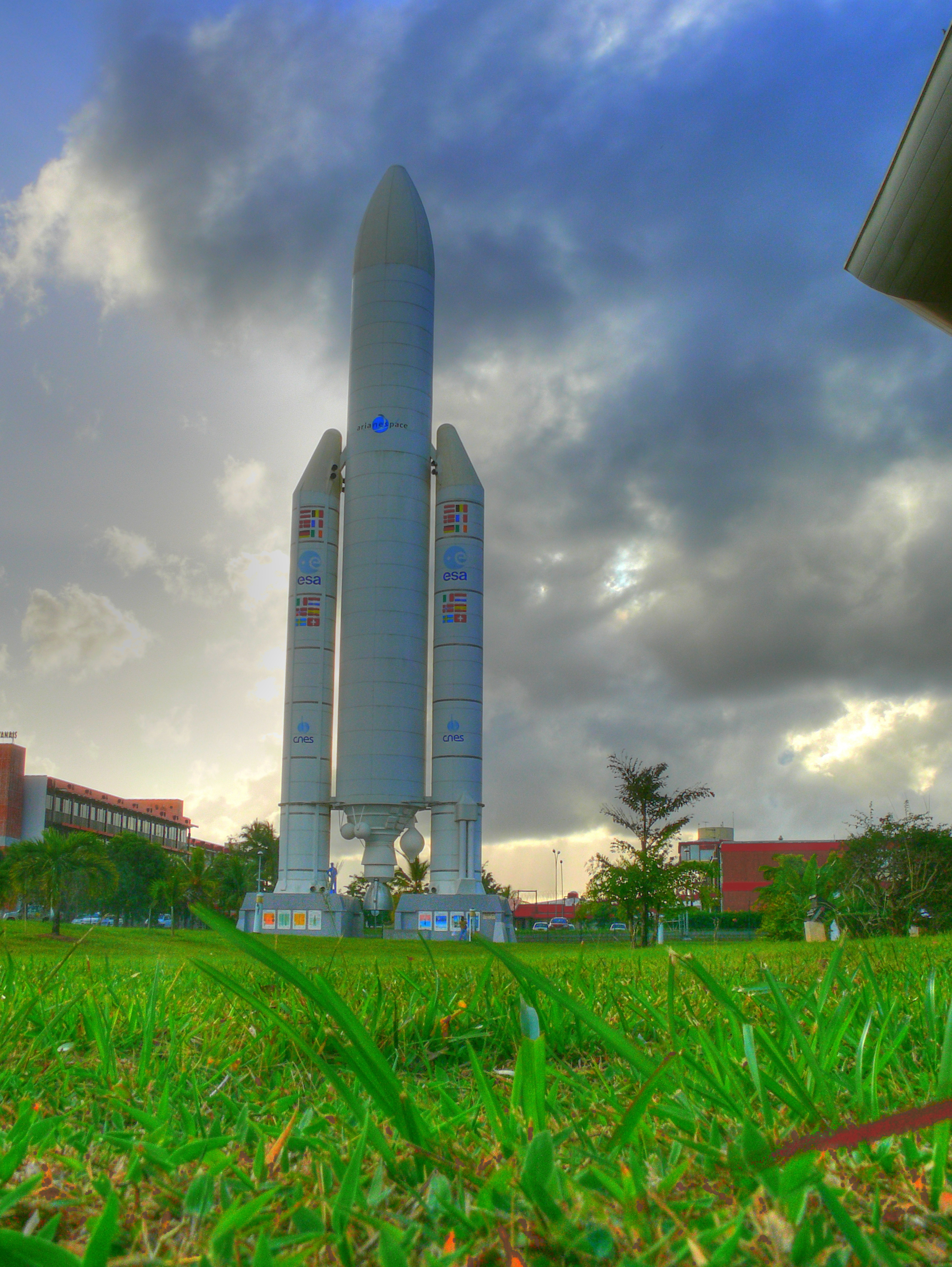
Base espacial de Kourou.

A Guiana Francesa foi transformada em departamento ultramarino em 19 de março de 1946.
Desde 1954, houve pouco crescimento econômico. A Guiana Francesa ainda é muito dependente das importações de comida e combustíveis. O nível de desemprego é alto. Em 1961, a população do território chegava a 33.000 habitantes.
O único desenvolvimento principal foi o estabelecimento de uma base de lançamento de satélites da Agência Espacial Europeia no Centro Espacial Guianês em Kourou, em 1975, proporcionando emprego local limitado - pois os técnicos vinham de fora. Só os soldados estacionados na região para evitar sabotagem aportam algo à economia local.
A base substitui o centro anterior na Argélia, em Colomb-Béchar. A decisão em prol da Guiana se deve ao general de Gaulle, levando em conta numerosas vantagens:
- a situação geográfica privilegiada, perto do Equador, favorável à colocação de objetos em órbita;
- posição que permite lançar cargas em órbitas de praticamente qualquer latitude;
- ausência de ciclones e tremores de terra ;
- fraca densidade de povoamento ;
- ser território nacional francês.

Traçado da nova rodovia Macapá-Caiena.

Construído a partir de 1965, o Centre Spatial Guyanais (CSG) lançou o foguete-sonda "Véronique", em 9 de abril de 1968,  lançador "Diamant B" e depois com os outros europeus o lançador "Europa II", e com o programa europeu os lançadores Ariane, sucesso comercial mundial. Hoje é o porto espacial da Europa. Mais de 500 lançamentos já foram efetuados, sendo 160 do foguete Ariana, cujo primeiro exemplar decolou em 24 de dezembro de 1979.
Na década de 1970, o Suriname, apesar da convenção de 1978 e o acordo de cooperação de 1988, retoma as teses holandesas e contesta a fronteira fixada no rio Litani; os mapas surinameses indicam a fronteira no rio Maruini. Entretanto, após a guerra civil que devastou o país entre 1986 e1991, a reivindicação não mais foi evocada.
Na década de 1990, a Guiana, território francês, portanto integrada na União Europeia, se tornou local de bem estar e de riqueza que atraiu migrantes dos países vizinhos, como o Haiti, Suriname e o Brasil.
Em 1999, havia oficialmente 160 mil habitantes, mas de verdade mais de 200 mil.

## Século XXI

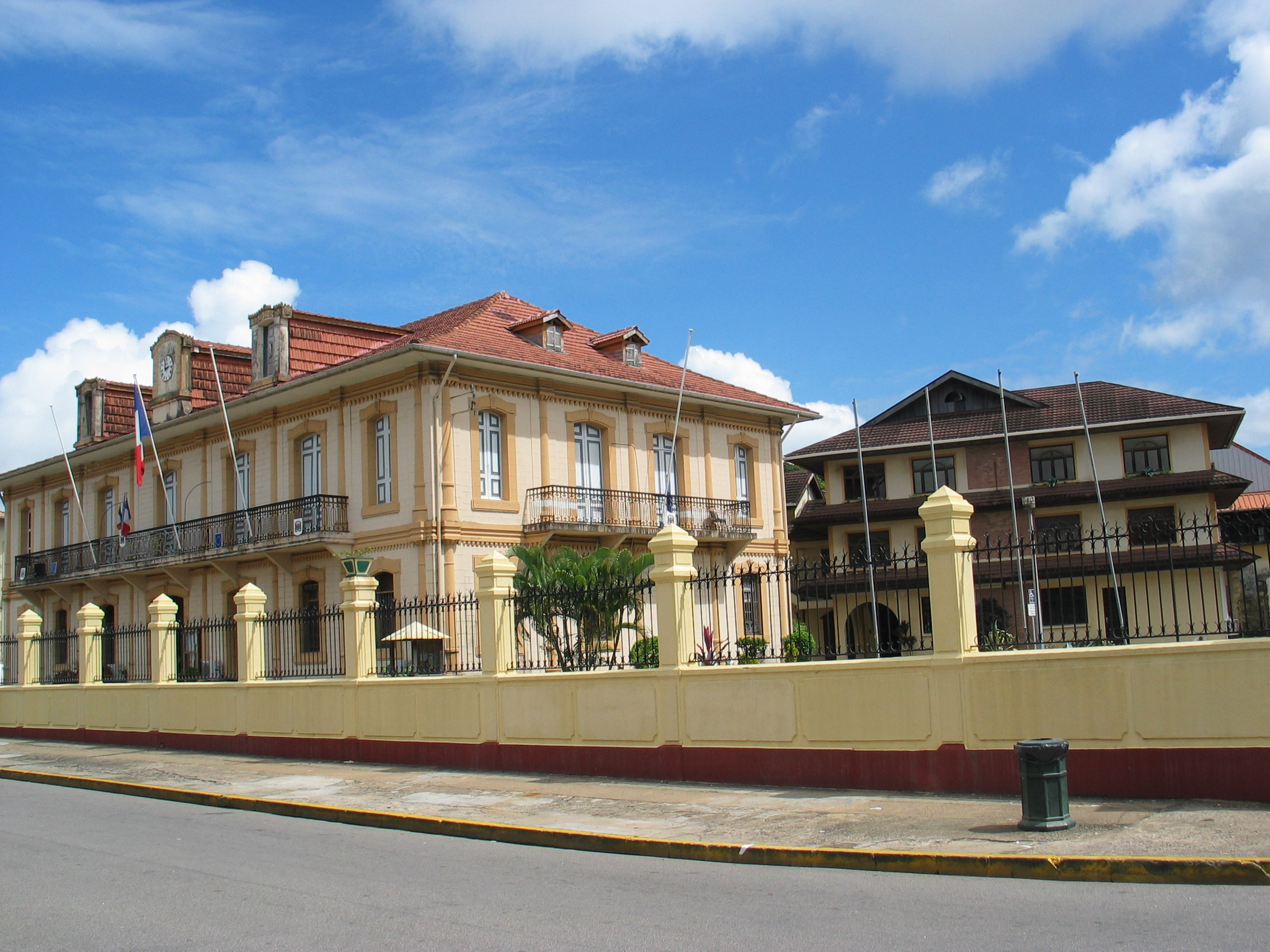
A sede da Prefeitura de Caiena em 2003.

Atualmente, a Guiana Francesa é conhecida por hospedar a base de lançamento de foguetes e satélites da Agência Espacial Europeia. Tem estatuto de região administrativa, assim como a Martinica, a Guadeloupe e a Reunião.
Em 2005, a população oficial atingiu os 187.000 habitantes.
Os ameríndios, hoje só 9 mil pessoas, vivem na maior parte em zonas protegidas, com acesso regulamentado e se compõe de seis grupos principais: osKalinas (antigamente chamados Galibis) e os Wayanas de língua caraiba; os Palikours e os Arawaks propriamente ditos, de língua arawak, os Wayampis (ou Oyampis) e os Tekos (antigamente chamados Emerillons) de língua tupi.